# Frumușani
Frumușani is een Roemeense gemeente in het district Călărași.
Frumușani telt 4522 inwoners.